# رابرت گرینبرگ
رابرت گرینبرگ (انگلیسی: Robert Greenberg؛ زادهٔ ۱۸ آوریل ۱۹۵۴) آهنگساز، نوازنده پیانو و موسیقی‌شناس اهل ایالات متحده آمریکا است. او بیش از ۵۰ اثر برای انواع سازها و صداها ساخته و چندین مجموعه سخنرانی در مورد تاریخ موسیقی و شناخت موسیقی برای دوره‌های بزرگ آموزشی ضبط کرده‌است. وی را «الویس پریسلی تاریخ و شناخت موسیقی» لقب داده‌اند.
او مدرک لیسانس خود را از دانشگاه پرینستون و مدرک دکترای آهنگسازی‌اش را از دانشگاه کالیفرنیا، برکلی گرفت.